# Агавин сируп
Агавин сируп (који се понекад назива и нектар агаве ) је заслађивач произведен од неколико врста биљке агаве, укључујући плаву агаву (Agave tequilana), Agave americana  и Agave salmiana. Сируп плаве агаве садржи 56% фруктозе, која јој даје својства заслађивања, сируп Agave salmiana има сахарозу као преовлађујући заслађивач.
Агавини сирупи су веома тражени као замена за шећер због њиховог ниског гликемијског индекса, антиоксидативних својстава и антибактеријских особина.

## Производња
Да би се добио агавин сируп од биљака агаве секу се листови са биљке Agave tequilana и Agave americana стрих седам до четрнаест година. Сок се затим издваја из срца агаве, која се зове пиња. Сок се филтрира, а затим загрева да се сложене компоненте ( полисахариди ) разбију у једноставне шећере. Главни полисахарид се зове фруктан, полимер молекула фруктозе. Овај филтрирани сок се затим концентрише у сирупасту течност која је нешто мање густа од меда. Његова боја варира од светле до тамно смеђе, у зависности од степена обраде.
Agave salmiana се обрађује другачије. Како се биљка развија, почиње да расте стабљика која се зове квиот. Стабљика се сече (пре него што у потпуности израсте), и у њој ствара рупа у центру биљке која је испуњена течношћу која се зове агуамиел. Течност се сакупља свакодневно, а затим загрева, како би се разградиле њене сложене компоненте на фруктозу, глукозу и сахарозу и тиме спречила ферментација у кашу.
Популарност агавиног сирупа довела је до развоја нових стратегија које желе да оптимизују производњу агавиног сирупа разградњом сирупа путем ензимске хидролизе агавиних фруктана уместо традиционалних метода заснованих на термалној или киселој хидролизи.

## Састав
Састав угљених хидрата агавиног сирупа зависи од врсте агаве од које је припремљен. Сируп од плаве агаве (Agave tequilana), садржи 56% до 60% фруктозе, 20% глукозе и сахарозу у траговима, док је у сирупу од  Agave salmiana сахароза главни шећер. Молекули фруктозе у сирупу од плаве агаве се везују и формирају фруктане и фруктоолигосахариде, који имају ефекат заслађивача.
Агавин сируп има 310 калорија на 100 грама (мл) сирупа плаве агаве (78 калорија по супеној кашики). Агавин сируп је умерен извор витамина Ц и неколико врста витамина Б. Фруктоза, као примарни заслађивач у сирупу плаве агаве, је по садржају фруктозе сличан високо фруктозном кукурузном сирупу (55% фруктозе), најчешћем заслађивачу који се користи у напицима произведеним у Америци.

### Гликемијски индекс
Сируп плаве агаве има релативно висок фактор слаткоће јер се састоји од 56% фруктозе, која има ефекат на пораст нивоа шећера у крви који је упоредив са фруктозом, која има гликемијски индекс (ГИ) између 11 и 19.

## Варијанте
Агавини сирупи долазе у светлим, ћилибарским и тамним варијантама. Лагани агавин сируп има благ и скоро неутралан укус. Амбер агаве сируп је средњег интензитета укуса карамеле. Тамни (нефилтрирани) агавин сируп има још јаче карамелне ноте и даје посебан укус јелима.

## Примена у кулинарству
Сируп плаве агаве је 1,4-1,6 пута слађи од шећера и може бити замена за шећер у кулинарским рецептима. Агавин сируп се такође може користити једноставно као прелив за палачинке, вафле и сендвиче. Пошто је агавин сируп на биљној бази, широко се користи као алтернатива меду за оне који воде вегански начин живота.

## Безбедност
Како агавин сируп (нектар) није наведен као храна која је генерално призната као безбедна  од стране америчке Управе за храну и лекове, не препоручује се особама са малапсорпцијом фруктозе.